# クロエ (小惑星)
クロエ (402 Chloe) は、小惑星帯に位置する大きな小惑星で、K型小惑星に分類される。かなり小規模な小惑星族を代表しているか、別の小惑星族に所属しているか意見が分かれている。
オーギュスト・シャルロワがニースで発見し、ギリシア神話に登場する女神デーメーテールの別名にちなんで命名された。